# کارل لوپکر
کارل لوپکر (انگلیسی: Karl F. Lopker؛ ۱۹ دسامبر ۱۹۵۱ – ۲۵ اوت ۲۰۱۸) کارآفرین اهل ایالات متحده آمریکا است، که در سال ۱۹۷۳ شرکت دکرس اوتدور را تأسیس کرد.